# Călin-Petru Marian
Călin-Petru Marian (n. 27 septembrie 1971) este un senator român, ales în 2024 din partea PNL. 